# Zenuwgroeifactor

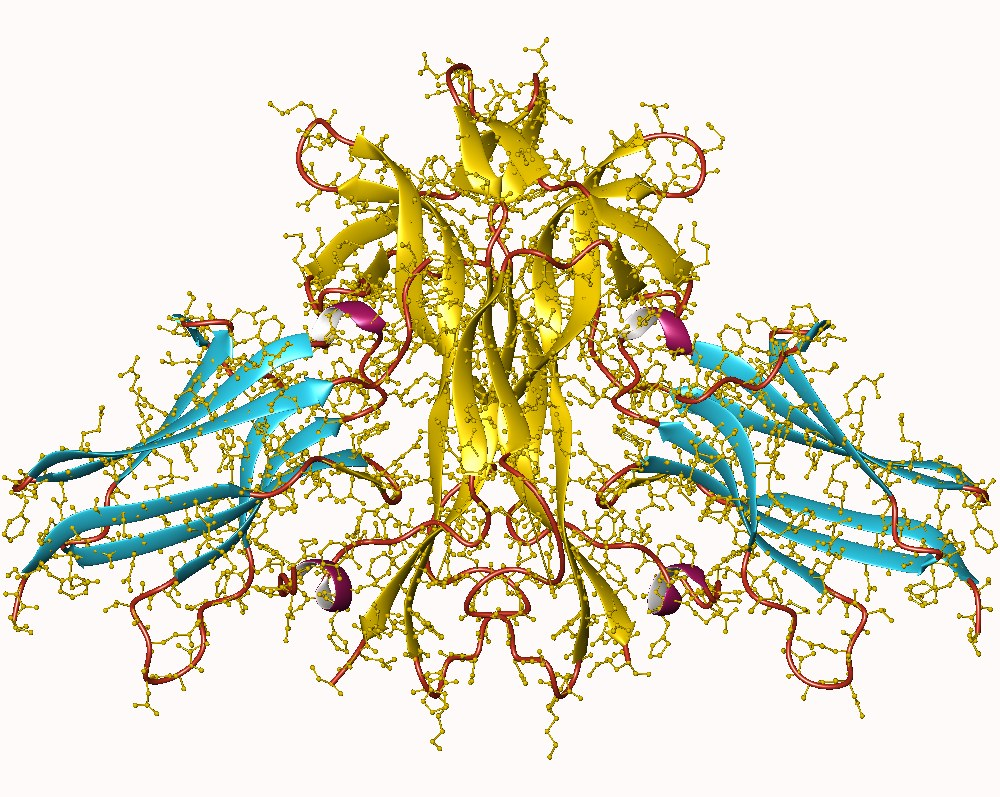
bij de mens
NGF beta proteïne
TRKA receptor (Tropomyosin kinase A receptor)

De zenuwgroeifactor (Engels: nerve growth factor (NGF)) is een neurotrofine, een stof die nodig is om zenuwcellen te stimuleren in hun groei en te laten overleven. Sommige neurotrofines zijn alleen nodig tijdens de ontwikkeling van de hersenen, maar NGF is ook daarna onmisbaar. NGF komt in het centrale zenuwstelsel weinig voor, maar vooral in de hippocampus en de neocortex. NGF werkt in volwassen zenuwcellen als een factor voor pijnneuronen. Ontsteking van perifeer weefsel, zoals de huid, leidt tot plaatselijk verhoogde gevoeligheid voor pijn door een verhoogde concentratie NGF.
Deze groeifactor werd in 1954 geïsoleerd door Rita Levi Montalcini en Stanley Cohen, die daar in 1986 de Nobelprijs voor Fysiologie of Geneeskunde voor ontvingen.